# Jonathan Castroviejo
Jonathan Castroviejo Nicolás (Getxo, 27 aprile 1987) è un ciclista su strada spagnolo che corre per il team Ineos Grenadiers. Professionista dal 2008, è uno specialista delle prove a cronometro.

## Carriera

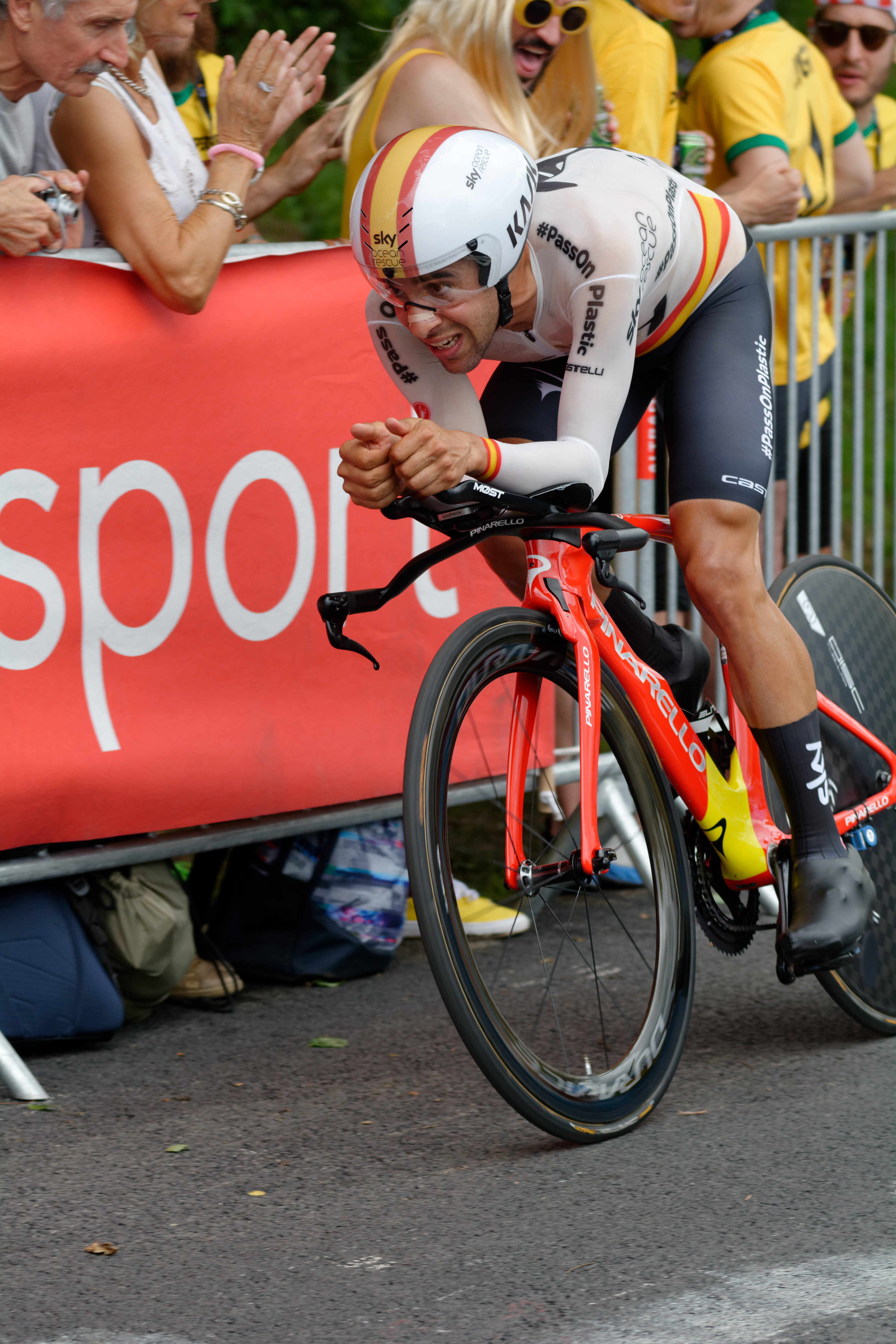
Castroviejo impegnato in una cronometro al Tour de France 2018.

Passa tra i professionisti nel 2008 con il team basco Orbea, con cui ottiene buoni piazzamenti, tra cui il quinto posto in una tappa della Vuelta Asturias e l'undicesimo nella prova a cronometro dei campionati spagnoli. L'anno successivo ottiene la prima vittoria durante la terza tappa del Tour du Haut-Anjou; poco tempo dopo si impone nel prologo della Ronde de l'Isard d'Ariège, gara a tappe che conclude al secondo posto. Ottiene poi un altro secondo posto, al Circuito Montañés, e successivamente è sesto nel campionato spagnolo a cronometro. In settembre vince la quinta tappa del Tour de l'Avenir e prende parte ai campionati del mondo di Mendrisio nella categoria Under-23, classificandosi tredicesimo. Al termine della stagione sigla un accordo biennale con l'Euskaltel-Euskadi.
Nel 2010 non va oltre un secondo posto di tappa alla Vuelta Asturias e un quinto nella cronometro dei campionati nazionali. L'anno dopo riesce invece ad imporsi a sorpresa nel prologo del Tour de Romandie, gara a tappe del calendario UCI World Tour; sempre nel 2011 sfiora il successo nei campionati spagnoli a cronometro (conclude secondo) e partecipa per la prima volta come Elite ai campionati del mondo su strada di Copenaghen. Per la stagione seguente firma quindi un contratto con un altro team spagnolo, la Movistar.
Nel 2012 è ancora secondo nei campionati nazionali; fa poi il suo debutto ai Giochi olimpici, classificandosi ventiseiesimo nella prova in linea e nono nella cronometro di Londra. Sempre in agosto chiude sesto all'Eneco Tour. A seguire si presenta al via della Vuelta a España: in questa corsa, grazie alla vittoria del suo team nella cronometro a squadre inaugurale, veste per due giorni la maglia rossa di leader della classifica generale, concludendo poi la corsa al 148º posto.
Nel 2013 vince il campionato nazionale a cronometro. Nel 2014, sempre nella Vuelta a España, ripete il successo di due anni prima, vincendo la cronometro a squadre iniziale e vestendo la maglia rossa di leader provvisorio della corsa a tappe.
Nel 2016 disputa un'ottima Vuelta a España aiutando il suo capitano Nairo Quintana a conquistare il successo finale. Si classifica secondo nella 19ª tappa, la cronometro di Calp, vinta da Chris Froome. Successivamente conquista la cronometro del campionato europeo a Plumelec.

## Palmarès

### Strada
- 2009 (Orbea, tre vittorie)

3ª tappa Tour du Haut-Anjou (Saint-Martin-du-Bois > Craon)
1ª tappa Ronde de l'Isard d'Ariège (Alan, cronometro)
5ª tappa Tour de l'Avenir (Sedan > Guénange)
- 2011 (Euskaltel-Euskadi, due vittorie)

Prologo Tour de Romandie (Martigny > Martigny, cronometro)
1ª tappa Vuelta a la Comunidad de Madrid (Casa de Campo > Casa de Campo, cronometro)
- 2012 (Movistar Team, una vittoria)

1ª tappa Vuelta a la Comunidad de Madrid (Madrid > Madrid, cronometro)
- 2013 (Movistar Team, una vittoria)

Campionati spagnoli, Prova a cronometro
- 2015 (Movistar Team, una vittoria)

Campionati spagnoli, Prova a cronometro
- 2016 (Movistar Team, una vittoria)

Campionati europei, Prova a cronometro
- 2017 (Movistar Team, due vittorie)

3ª tappa Volta ao Algarve (Sagres > Sagres, cronometro)
Campionati spagnoli, Prova a cronometro
- 2018 (Team Sky, una vittoria)

Campionati spagnoli, Prova a cronometro
- 2019 (Team Sky, una vittoria)

Campionati spagnoli, Prova a cronometro
- 2023 (Ineos Grenadiers, una vittoria)

Campionati spagnoli, Prova a cronometro

#### Altri successi
- 2012 (Movistar Team)

Classifica a punti Vuelta a Murcia
1ª tappa Vuelta a España (Pamplona > Pamplona, cronosquadre)
- 2014 (Movistar Team)

1ª tappa Vuelta a España (Jerez de la Frontera > Jerez de la Frontera, cronosquadre)
- 2018 (Team Sky)

3ª tappa Critérium du Dauphiné (Montbrison > Belleville, cronosquadre)

## Piazzamenti

### Grandi Giri
- Giro d'Italia

2014: 57º
2020: 24º
2021: 23º
2022: 64º
2025: 61º
- Tour de France

2013: 97º
2015: 24º
2017: 60º
2018: 70º
2019: 50º
2020: non partito (19ª tappa)
2021: 23º
2022: 48º
2023: 15º
2024: 53º
- Vuelta a España

2012: 148º
2014: 65º
2016: 36º
2018: 100º
2023: 60º

### Classiche monumento
- Milano-Sanremo

2011: 131º
2013: 113º
- Giro delle Fiandre

2010: ritirato
2011: ritirato
- Parigi-Roubaix

2010: non partito
2011: ritirato
- Liegi-Bastogne-Liegi

2011: ritirato
- Giro di Lombardia

2010: ritirato
2019: ritirato
2021: 63º

### Competizioni mondiali
- Campionato del mondo

Vienna 2005 - In linea Junior: 52º
Varese 2008 - In linea Under-23: 71º
Mendrisio 2009 - In linea Under-23: 13º
Copenaghen 2011 - Cronometro Elite: 11º
Limburgo 2012 - Cronosquadre: 6º
Limburgo 2012 - Cronometro Elite: 22º
Limburgo 2012 - In linea Elite: 122º
Toscana 2013 - Cronosquadre: 10º
Toscana 2013 - Cronometro Elite: 14º
Toscana 2013 - In linea Elite: 48º
Ponferrada 2014 - Cronometro Elite: 10º
Ponferrada 2014 - In linea Elite: 51º
Richmond 2015 - Cronosquadre: 3º
Richmond 2015 - Cronometro Elite: 4º
Doha 2016 - Cronosquadre: 6º
Doha 2016 - Cronometro Elite: 3º
Doha 2016 - In linea Elite: ritirato
Bergen 2017 - Cronosquadre: 6º
Bergen 2017 - Cronometro Elite: 14º
Bergen 2017 - In linea Elite: 31º
Innsbruck 2018 - Cronosquadre: 4º
Innsbruck 2018 - Cronometro Elite: 6º
Innsbruck 2018 - In linea Elite: ritirato
Yorkshire 2019 - Staffetta mista: 10º
Yorkshire 2019 - Cronometro Elite: 24º
Yorkshire 2019 - In linea Elite: ritirato
- Giochi olimpici

Londra 2012 - In linea: 26º
Londra 2012 - Cronometro: 9º
Rio de Janeiro 2016 - In linea: ritirato
Rio de Janeiro 2016 - Cronometro: 4º

### Competizioni europee
- Campionati europei

Hooglede-Gits 2009 - Cronometro Under-23: 17°
Hooglede-Gits 2009 - In linea Under-23: 38°
Plumelec 2016 - Cronometro Elite: vincitore
Glasgow 2018 - Cronometro Elite: 2º